# Rasmus Christian Quaade
Rasmus Christian Quaade, né le 7 janvier 1990 à Valby, est un coureur cycliste danois, actif de 2009 à 2021, à la fois sur route et sur piste. Il compte à son palmarès une médaille de bronze olympique et trois médailles aux championnats du monde, obtenues à chaque fois en poursuite par équipes.

## Biographie

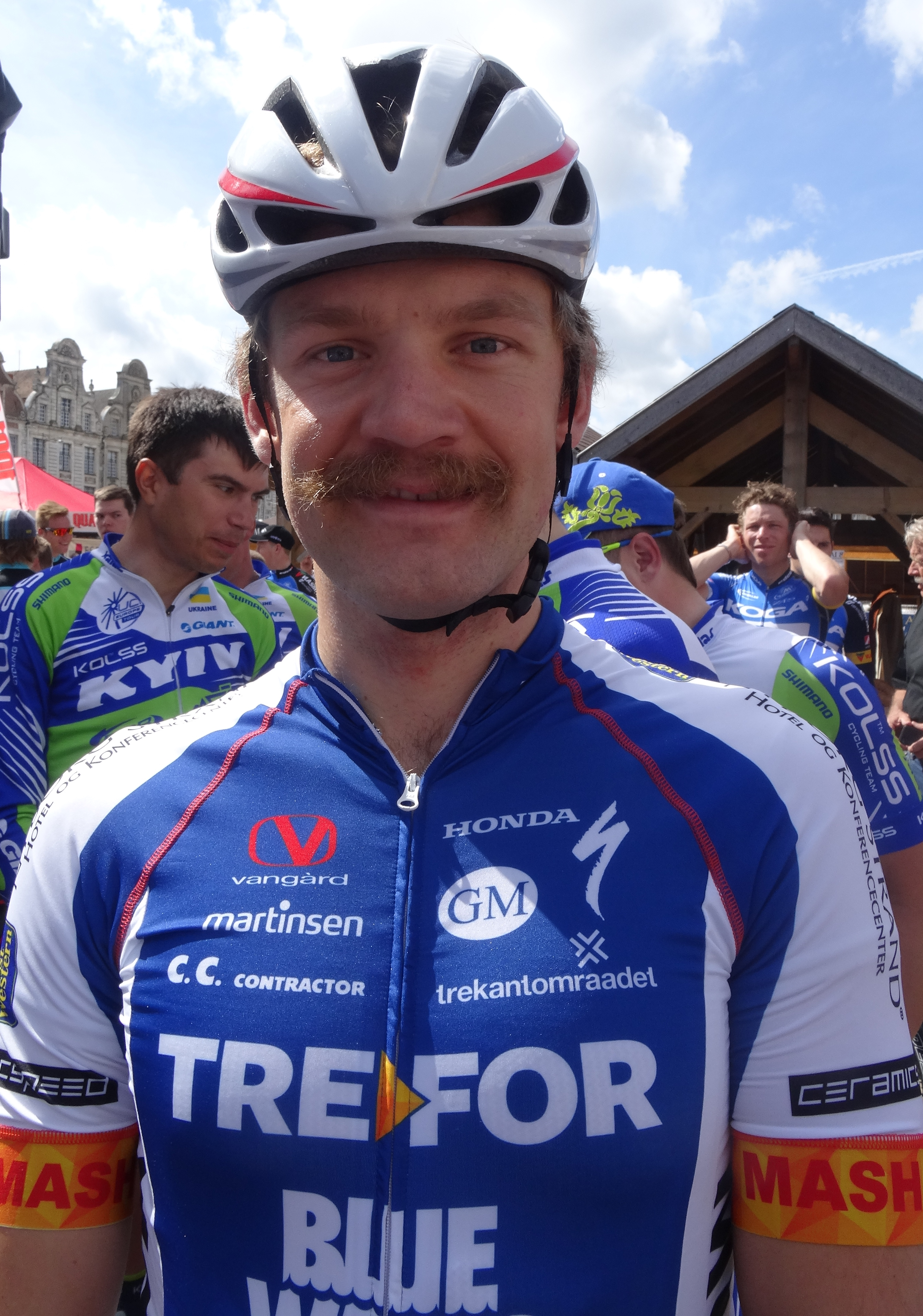
Rasmus Quaade lors de la 3e étape du Paris-Arras Tour 2014 à Arras.

Lors de l'année 2007, Rasmus Christian Quaade devient sur piste champion du Danemark de poursuite juniors (moins de 19 ans). Il se classe également deuxième de la course aux points juniors et troisième de la poursuite par équipes juniors. L'année suivante, il remporte le championnat national de poursuite par équipes juniors. Sur route, il devient également champion du Danemark du contre-la-montre par équipes juniors.
En 2009, il devient membre de l'équipe continentale Blue Water-For Health. Cette année-là, il est vice-champion du Danemark du contre-la-montre espoirs, médaillé de bronze du championnat d'Europe du contre-la-montre espoirs, et neuvième du championnat du monde de cette discipline dans sa catégorie. Il est également champion du Danemark de poursuite. En 2010, l'équipe Blue Water fusionne avec Designa Køkken-Blue Water, pour former l'équipe Designa Køkken-Blue Water, dont est membre Rasmus Quaade. Il se classe 5e du championnat du Danemark du contre-la-montre et obtient ainsi le titre de champion du Danemark dans la catégorie espoirs. En septembre, il remporte le Chrono champenois. Il participe ensuite à nouveau aux championnats du monde sur route dans la catégorie espoirs. Il abandonne lors des deux courses qu'il dispute, la course en ligne et le contre-la-montre. L'équipe Designa Køkken disparaît en fin d'année 2010. Il rejoint en 2011 l'équipe continentale danoise Concordia Forsikring-Himmerland. En mars, il est neuvième du championnat du monde de poursuite par équipes à Apeldoorn aux Pays-Bas. Il remporte le championnat du Danemark du contre-la-montre.
Les Danois se qualifient pour les Jeux olympiques de Londres en 2012 et se classent cinquième de la poursuite par équipes. Au cours de cette année 2012, le cinéaste danois Daniel Dencik a produit le documentaire « Moon Rider », centré sur la carrière sportive de Quaade. Aux mondiaux sur piste de 2013 à Minsk, il décroche la médaille de bronze avec Casper von Folsach, Lasse Norman Hansen et Mathias Møller. L'année suivante, l'équipe danoise avec Quaade, von Folsach, Hansen et Alex Rasmussen prend la deuxième place des mondiaux.
Fin 2015, il signe avec l'équipe Stölting Service Group. En 2016, le quatuor danois de poursuite par équipes termine troisième des championnats du monde (avec Lasse Norman Hansen, Niklas Larsen, Frederik Rodenberg et Casper von Folsach). Il est sélectionné pour participer aux Jeux olympiques de Rio, où les Danois décrochent la médaille de bronze sur la poursuite par équipes. 
En 2017, il gagne la 3e étape de la Ronde de l'Oise. En 2018, il se fait remarquer en remportant la Classic Loire-Atlantique. À cette occasion, il gagne l'épreuve au nez et à la barbe des sprinteurs grâce à une attaque sous la flamme rouge. Il est également deuxième du Tour du Danemark et troisième du championnat du Danemark du contre-la-montre. Sélectionné pour représenter son pays aux championnats d'Europe de cyclisme sur route, il se classe neuvième de l'épreuve contre-la-montre. En fin d'année, il s'adjuge le Duo normand avec Martin Toft Madsen.
En 2019, il remporte le Fyen Rundt et à nouveau le Duo normand, cette fois avec Mathias Norsgaard. Fin 2021, il met à 31 ans un terme à sa carrière de cycliste, pour devenir enseignant en primaire. À partir de 2022, il est également devenu entraîneur adjoint des jeunes de l'équipe danoise CO:PLAY-Giant.

## Palmarès sur route

### Par années
| - 2008 - Champion du Danemark du contre-la-montre par équipes juniors - 2009 - 2e du championnat du Danemark du contre-la-montre espoirs - 3e du championnat d'Europe du contre-la-montre espoirs - 9e du championnat du monde du contre-la-montre espoirs - 2010 - Champion du Danemark du contre-la-montre espoirs - Chrono champenois - 2011 - Champion du Danemark du contre-la-montre - Champion du Danemark du contre-la-montre espoirs - 2e du championnat du Danemark du contre-la-montre par équipes - 2e du championnat du monde du contre-la-montre espoirs - 2e du Chrono champenois - 2012 - Champion d'Europe du contre-la-montre espoirs - Champion du Danemark du contre-la-montre espoirs - 2e et 6e (contre-la-montre) étapes de l'U6 Cycle Tour - 3e du Chrono champenois - 5e du championnat du monde du contre-la-montre espoirs - 2013 - 2e du championnat du Danemark du contre-la-montre - 3e du championnat du Danemark du contre-la-montre par équipes - 6e du championnat du monde du contre-la-montre - 2014 - Champion du Danemark du contre-la-montre - Champion du Danemark du contre-la-montre par équipes - Chrono champenois - 3e du Tour du Frioul-Vénétie julienne | - 2015 - 2e du championnat du Danemark du contre-la-montre - 2017 - Champion du Danemark du contre-la-montre par équipes - 3e étape de la Ronde de l'Oise - 3e de la Scandinavian Race Uppsala - 3e de la Ronde de l'Oise - 3e de la Flèche du Sud - 2018 - Champion du Danemark du contre-la-montre par équipes - Classic Loire-Atlantique - Duo normand (avec Martin Toft Madsen) - 2e du Tour du Danemark - 3e du championnat du Danemark du contre-la-montre - 9e du championnat d'Europe du contre-la-montre - 2019 - Champion du Danemark du contre-la-montre par équipes - Fyen Rundt - Duo normand (avec Mathias Norsgaard) - 3e du Tour du Danemark - 3e du Hafjell TT |  |

### Classements mondiaux
| Année                                 | 2009 | 2010 | 2011 | 2012 | 2013 | 2014 | 2015 | 2016 | 2017 | 2018 | 2019 |
| ------------------------------------- | ---- | ---- | ---- | ---- | ---- | ---- | ---- | ---- | ---- | ---- | ---- |
| Classement mondial                    |      |      |      |      |      |      |      | 989e | 738e | 200e | 224e |
| UCI Europe Tour                       | 642e | 370e | 255e | 331e | 322e | 146e | 480e | 662e | 456e | 72e  | 189e |
|                                       |      |      |      |      |      |      |      |      |      |      |      |
| Légende : nc = non classéSource : UCI |      |      |      |      |      |      |      |      |      |      |      |

## Palmarès sur piste

### Jeux olympiques
- Londres 2012
  - 5e de la poursuite par équipes
- Rio de Janeiro 2016
  -  Médaille de bronze de la poursuite par équipes

### Championnats du monde
- Apeldoorn 2011
  - 9e de la poursuite par équipes
- Melbourne 2012
  - 7e de la poursuite par équipes
- Minsk 2013
  -  Médaillé de bronze de la poursuite par équipes
  - 7e de la poursuite individuelle
- Cali 2014
  -  Médaillé d'argent de la poursuite par équipes
- Saint-Quentin-en-Yvelines 2015
  - 11e de la poursuite par équipes
- Londres 2016
  -  Médaillé de bronze de la poursuite par équipes

### Coupe du monde
- 2011-2012
  - 3e de la poursuite par équipes à Cali
- 2012-2013
  - 1er de la poursuite par équipes à Glasgow (avec Casper von Folsach, Mathias Møller et Lasse Norman Hansen)
- 2013-2014
  - 2e de la poursuite par équipes à Aguascalientes
  - 3e de la poursuite par équipes à Manchester
- 2014-2015
  - 3e de la poursuite par équipes à Londres

### Championnats d'Europe
| Édition / Épreuve | Poursuite par équipes |
| Apeldoorn 2011    | Argent                |
| Granges 2015      | Bronze                |

### Championnats du Danemark
- 2007
  -  Champion du Danemark de poursuite juniors
- 2008
  -  Champion du Danemark de poursuite par équipes juniors (avec Niki Byrgesen, Laurits Enevoldsen et Patrick Henriksen)
- 2009
  -  Champion du Danemark de poursuite
- 2011
  - 2e du championnat du Danemark de poursuite
- 2017
  -  Champion du Danemark de poursuite par équipes (avec Casper von Folsach, Casper Pedersen et Mikkel Bjerg)